# Bonte marmeruil
De bonte marmeruil (Deltote deceptoria) is een nachtvlinder uit de familie Noctuidae (uilen). De imago kan verward worden met de donkere marmeruil; de witte vlek bij de vleugelbasis is echter een duidelijk verschil. De vlinder heeft een voorvleugellengte van 12 tot 13 millimeter. De soort overwintert als pop. De soort komt verspreid over Zuid- en Midden-Europa voor.

## Waardplanten
De bonte marmeruil heeft als waardplanten allerlei grassen, waaronder timoteegras.

## Voorkomen in Nederland en België
De bonte marmeruil is in Nederland en België een zeldzame soort. In Nederland komt hij vooral voor in het noordoosten en midden van het land, in België vooral in de provincies Namen, Luik en Luxemburg, en heel lokaal in Antwerpen. De soort heeft hier één generatie die vliegt van eind april tot eind juli.